# Voyage au-delà des vivants
Pour les articles homonymes, voir Betrayed (homonymie).
Pour plus de détails, voir Fiche technique et Distribution.
Voyage au-delà des vivants (Betrayed) est un film américain réalisé par Gottfried Reinhardt, et sorti en 1954.

## Synopsis
L'histoire démarre aux Pays-Bas en octobre 1943. Un colonel néerlandais, Peter Deventer (interprété par Clark Gable), est fait prisonnier par les Allemands, puis libéré par des résistants hollandais. Les services secrets anglais lui demandent alors d'organiser cette résistance et de donner à cette dernière des missions précises. Il recrute et forme un agent de liaison, féminin, Carla Van Oven (Lana Turner) : ses sentiments pour celle-ci le font renoncer à l'envoyer en mission, mais elle insiste et part contacter le chef des résistants, Foulard (Victor Mature). Mais à partir du moment où les actions sont décidées par les services secrets anglais, les Néerlandais tombent systématiquement dans des embuscades, qui coûtent la vie à de nombreux hommes. Le colonel est renvoyé en mission pour démasquer le traître.

## Fiche technique
- Titre : Voyage au-delà des vivants
- Titre original : Betrayed
- Réalisateur : Gottfried Reinhardt
- Scénaristes : Ronald Millar et George Froeschel
- Musique : Walter Goehr (version anglaise) et Bronislau Kaper (version américaine)
- Directeur de la photographie : Freddie Young
- Montage : John D. Dunning et Raymond Poulton
- Directeur artistique : Alfred Junge
- Costumes : Pierre Balmain pour Lana Turner
- Société de production : Metro-Goldwyn-Mayer
- Pays de production : américain
- Genre : Drame
- Format : couleur (Eastmancolor) - Son : stéréo (Perspecta Sound encoding) (Western Electric Sound System)
- Durée : 108 minutes
- Date de sortie :
  - États-Unis : 7 septembre 1954

## Distribution

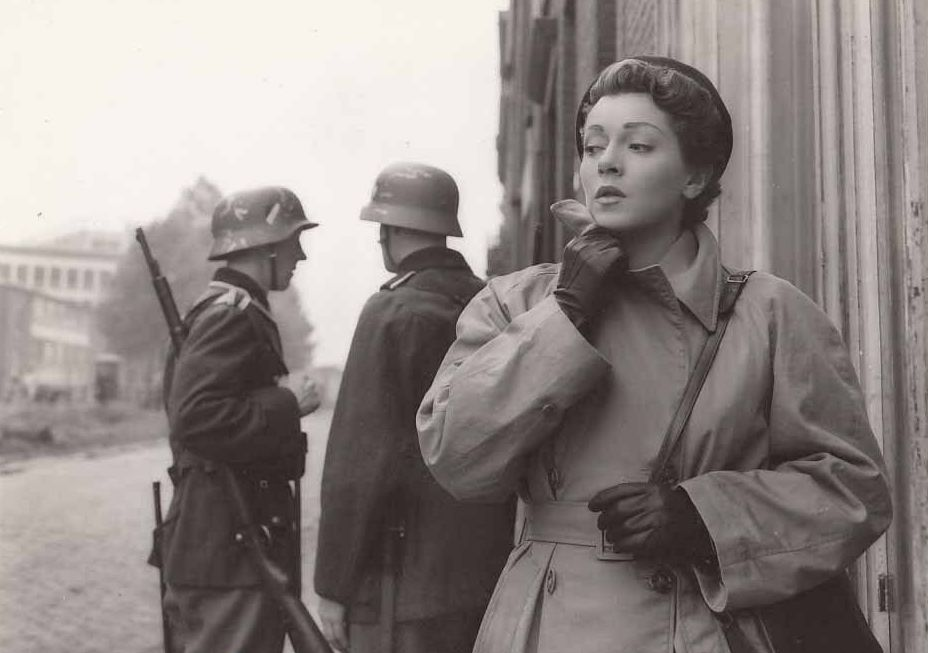
Lana Turner dans une scène du film.

- Clark Gable (VF : Robert Dalban) : Pieter Deventer
- Lana Turner (VF : Jacqueline Porel, Paulette Rollin {Chant}) : Carla Van Oven
- Victor Mature (VF : René Arrieu) : Foulard
- Louis Calhern (VF : Jacques Berlioz) : Général Ten Eyck
- O. E. Hasse : Colonel Helmut Dietrich
- Wilfrid Hyde-White : Général Charles Larraby
- Ian Carmichael (VF : Jean-Louis Jemma) : Capitaine Jackie Lawson
- Niall MacGinnis : Blackie
- Nora Swinburne : La mère de Foulard
- Roland Culver : Général Warsleigh
- Leslie Weston : Pop
- Christopher Rhodes : Chris
- Lily Kann : La grand-mère de Jan
- Brian Smith : Jan
- Anton Diffring : Capitaine Von Stanger

## Autour du film
- Ce film est le quatrième et dernier long-métrage réunissant Clark Gable et Lana Turner, après Franc jeu (1941), Je te retrouverai (1942), et Le Retour (1948).